# Xã Washington, Quận York, Pennsylvania
Xã Washington (tiếng Anh: Washington Township) là một xã thuộc quận York, tiểu bang Pennsylvania, Hoa Kỳ. Năm 2010, dân số của xã này là 2.673 người.